# Polonia Maior Orientalis
„Polonia Maior Orientalis” – polskie czasopismo naukowe wydawane od 2014 przez Kaliskie Towarzystwo Przyjaciół Nauk; redaktorem naczelnym czasopisma jest dr hab. Piotr Gołdyn. Pismo poświęcone jest historii wschodniej Wielkopolski, głównie terenów dawnego województwa kaliskiego.